# The Hunting Party
A The Hunting Party a Linkin Park hatodik stúdióalbuma, mely 2014. június 13-án jelent meg. 2017 decemberében Platinalemez minősítést kapott az Egyesült Államokban.

## Számlista
Az összes dalszöveg szerzője Linkin Park. 
| #   | Cím                                   | Hossz |
| --- | ------------------------------------- | ----- |
| 1.  | Keys To The Kingdom                   | 3:38  |
| 2.  | All For Nothing (feat. Page Hamilton) | 3:33  |
| 3.  | Guilty All The Same (feat. Rakim)     | 5:55  |
| 4.  | The Summoning                         | 1:00  |
| 5.  | War                                   | 2:11  |
| 6.  | Wastelands                            | 3:15  |
| 7.  | Until It's Gone                       | 3:53  |
| 8.  | Rebellion (feat. Daron Malakian)      | 3:44  |
| 9.  | Mark The Graves                       | 5:05  |
| 10. | Drawbar (feat. Tom Morello)           | 2:46  |
| 11. | Final Masquerade                      | 3:37  |
| 12. | Line In The Sand                      | 6:35  |